# Typhlogobius
Typhlogobius – rodzaj morskich ryb z rodziny babkowatych (Gobiidae).  

## Występowanie
Wschodnie obszary Pacyfiku od w Kalifornii (USA) po Meksyk.

## Klasyfikacja
Gatunki zaliczane do tego rodzaju:
- Typhlogobius californiensis - babka kalifornijska[3]